# Pepita Llunell i Sanahuja
Pepita Llunell i Sanahuja (Barcelona, 4 d'agost de 1926 - 10 de desembre de 2015) fou una compositora, cantant i actriu catalana.

## Biografia
Als tres anys començà a actuar al Centre Catòlic de Sants i des dels 9 anys estudià solfeig, piano i cant al Conservatori del Liceu. Continuà els estudis a l'Institut del Teatre (declamació) i a l'Escola Municipal de Música de Barcelona. Amplià la formació musical amb el seu futur espòs, el compositor Fèlix Martínez i Comín.
Formà part del quadre infantil de Ràdio Barcelona, i posteriorment s'integrà a la companyia d'Adolfo Marsillach i Soriano. Intervingué a la televisió, al teatre i al cinema, a les pel·lícules La ciutat cremada, La plaça del Diamant, Victòria, i a Tatuatge i Bilbao de Bigas Luna.
Entrà al camp de la composició sardanística l'any 1981 amb tota popularitat, encara que abans ja havia compost música lleugera, cançons catalanes, una suite per a orquestra de cambra, una per a cobla i diversos quartets de corda. En la sardana presenta el cas infreqüent de tenir premiades gairebé la totalitat de les seves composicions.
L'any 2013 fou distingida amb la Creu de Sant Jordi.